# María Ribera
María Ribera (Madrid, 1765 - 1821) fou una actriu espanyola.
Filla del famós autor, i director de companyies, com s'anomenava llavors, Eusebio Ribera, començà com a dama de música o tiple, i per l'Excés de treball, ocasionat pels aplaudiments del públic, que la veia sobre l'escena amb particular agraïment, el 1788 sol·licità que se la rellevi de l'obligació de cantar les tonades, en les que es cansava en excés, per les moltes repeticions que els espectadors exigien.
En aquells temps restava soltera i vivia amb el seu pare, si bé poc temps després es casà amb el poeta Dionisio Solis i foren pares de diversos fills: Dionisio, que fou metge de cambra de la reina Isabel II, i, Emilio, metge del Senyoria de Biscaia. Estrena amb justes lloances, per la gràcia i naturalitat amb què el representà, el graciós paper de Doña Irene, en la comèdia de Leandro Fernández de Moratín El si de las niñas (gener de 1806).
L'il·lustre Moratín l'anomena diverses vegades amb elogi en les seves cartes a Dionisio Solis. Jubilada, a petició pròpia, per haver treballat en els teatres de Madrid més dels 25 anys marcats per assolir-la, es retira del teatre amb un nom gloriós.
El seu marit gran patriota, prengué part en la guerra del Francès, caient presoner dels imperials en la funesta Batalla d'Uclés, sent la seva esposa la que, a força de diligències i súpliques, aconseguí assolir la seva llibertat.